# Fossils
Fossils è una compilation dei Dinosaur Jr. pubblicata negli USA nel 1991.

## Descrizione
Contiene brani del gruppo già pubblicati su un singolo, Freak Scene, e su due extended play, Little Fury Things e Just like Heaven.

## Tracce
1. Little Fury Things (da Little Fury Things) – 3:05 (J Mascis)
2. In a Jar (da Little Fury Things) – 3:26 (J Mascis)
3. Show Me the Way (da Little Fury Things) – 3:45 (Peter Frampton)
4. Freak Scene (da Freak Scene) – 3:35 (J Mascis)
5. Keep the Glove (da Freak Scene) – 2:47 (J Mascis)
6. Just like Heaven (da Just like Heaven) – 2:52 (Boris Williams, Laurence Tolhurst, Porl Thompson, Robert Smith e Simon Gallup)
7. Throw Down (da Just like Heaven) – 0:45 (J Mascis)
8. Chunks (da Just like Heaven) – 2:09 (Jack Kelly e Tony Perez)

## Musicisti
- Lou Barlow: basso, ukulele, voce
- Murph: batteria
- J Mascis: chitarra, voce, percussioni
- Lee Ranaldo: voce nel primo brano